# Lepain
Lepain ist ein deutsches Stummfilmserial aus dem Jahre 1920 über einen galanten Verbrecherkönig, gespielt von Louis Ralph.

## Handlung

### Erster Teil
Lepain, der König der Ein- und Ausbrecher, lässt sich selbst als „König der Unschuldigen“ bezeichnen. Als Langfinger mit Stil hat er es nicht nur auf die Reichtümer seiner Opfer abgesehen, sondern bisweilen auch auf die Herzen der von seinen Raubzügen betroffenen Damen. Eine von ihnen heißt Blanche, die es Lepain sehr angetan hat. Erst bestiehlt er sie um 500.000 Francs, dann hat er auch noch die Dreistigkeit, sie auch emotional erobern und schließlich sogar heiraten zu wollen. Dazu inszeniert er ein angebliches Duell, in dem er sich als Blanches ritterlicher Beschützer aufspielt. Die Dame schmachtet ihn plangemäß an, ehe Lepain wieder im Nirgendwo verschwindet. Turpil, Lepains ehemalige Geliebte, findet das überhaupt nicht lustig und verpfeift ihren Ex. Nach turbulenter Verfolgungsjagd gerät Lepain in die Hände der Staatsmacht und wird gefangen genommen. Blanche, die Lepain bislang für einen Edelmann gehalten hatte, bleibt verzweifelt zurück.

### Zweiter Teil
Das Gefängnis, in dem Lepain seine Strafe absitzen muss, wird durch einen Blitzeinschlag in Brand gesetzt. Dadurch gelingt es ihm, zu türmen. Unterschlupf findet Lepain bei einem alten Freund, Samuel, der eine Schenke betreibt. Wirtstochter Almee verliebt sich in ihn, und Lepain vergisst darüber, dass er eigentlich mit einer anderen verbandelt ist. Während er einsaß, hat seine frühere geliebte Turpil all seine Schätze geraubt. Lepain plant, sich sein Raubgut zurückzuholen und sich an Turpil zu rächen. Gemeinsam mit Samuel bricht er in Turpils Wohnung ein, wird dort aber von ihr überrascht. Es kommt zum harten Zweikampf, bei dem sich Lepain wieder befreien kann. Außerdem entdeckt er in einer Maueröffnung das Versteck für seine von Turpil erbeuteten Schätze. Doch Turpil hat eine Schlange als Wache zurückgelassen. Lepain erschießt das gefährliche Tier und flieht mit seiner wiedererlangten Beute. Turpil will ihn nicht einfach so entkommen lassen und hetzt die Polizei auf ihren Ex. Lepain und Almee können nach turbulenter Verfolgungsjagd auf ein Schiff entkommen, das sie nach Amerika bringen soll. Turpil kommt bei der Verfolgungsjagd ums Leben.

### Dritter Teil
Lepains Ziel in den Vereinigten Staaten ist San Francisco. Während der Überfahrt erregt er die Aufmerksamkeit eines englischen Detektivs. Um diesen loszuwerden, bewegt sich Lepain an Land nun ebenso behände über Stock und Stein wie weiland Harry Piel: Auf dem Dach eines fahrenden Zuges kommt es zum lebensgefährlichen Zweikampf mit seinem Verfolger. Dabei kann Lepain seinen Gegner vom Zug werfen. Endlich erreicht er die Großstadt am Pazifik und erreicht sogleich die ganze Aufmerksamkeit einer schicken Amerikanerin namens Maud Clark. Da sie sehr vermögend ist, erregt sie auch als zukünftiges Raubopfer Lepains Interesse. Er will sie am liebsten heiraten, doch am Rathaus, wo die Eheschließung stattfinden soll, hat man Lepain schon erwartet, und er wird neuerlich verhaftet. Mit Hilfe seines Kumpels Murphy gelingt es Lepain, den Gefängnismauern zu entfliehen. Die Polizei verfolgt den Tausendsassa, doch der entzieht sich seiner erneuten Festnahme, in dem er erst auf einen Kran klettert und von dort in die Tiefe des Meeres springt …

## Produktionsnotizen
Lepain entstand wohl in der ersten Jahreshälfte 1920, passierte die Zensur am 21. August desselben Jahres und wurde wenig später uraufgeführt. Die einzelnen Filmteile hatten jeweils eine Länge zwischen 1310 und 1430 Meter. Ein Jugendverbot wurde erteilt.
Ralph hatte den Lepain bereits 1914 erstmals in zwei Filmen selbigen Namens verkörpert.
Das Serial wurde 1921 mit Lepain, der König der Verbrecher mit weitgehend gleicher Besetzung fortgesetzt.

## Aufführung
Die U.T. (Union Theater) Lichtspiele in Magdeburg zeigten den ersten (Lepain als König der Unschuldigen) und zweiten (Lepain im Kampf mit dem Meister-Detektiv) Teil der Krimi-Serie zusammen mit dem ‘Abenteuer des Detektiv Harden’ “Autofahrt unter der Erde” von Sonnabend, 28. August bis Montag, 30. August 1920 unter der gemeinsamen Überschrift “3 Film-Kanonen”.

## Kritik
Die Neue Kino-Rundschau stellte fest, dass der dritte Teil der Lepain-Reihe „sogleich durch Tempo, Spannung und Sensationen eine wesentliche Steigerung der vorher gegangenen Teile“ bedeuten würde. Gelobt wurde auch die tadellose Photographie und die „schönen Naturaufnahmen“.